# Статуя Цереры
«Статуя Цереры» — совместная картина Питера Пауля Рубенса и Франса Снейдерса из собрания Государственного Эрмитажа в Санкт-Петербурге.
Картина изображает статую древнеримской богини растительности и земного плодородия Цереры в стенной нише, обрамлённой колоннами с фронтоном; путти (шаловливые детишки) украшают её гирляндами фруктов и овощей, символизируя тем самым жертвоприношение богине.
Картина объединяет мотивы античного (статуя языческой богини в стенной нише) и ренессансного (путти) искусства. На гравюре, выполненной Корнелисом Галле по мотивам этой картины, центральная фигура Цереры была заменена статуей Мадонны с Младенцем. Один из основных атрибутов богини — спелые плоды, наполняющие рог изобилия, — принадлежал к важнейшим элементам аллегорической фигуры мира, используемым как в античности, так и в искусстве Ренессанса, барокко и рококо. 
Заведующая сектором живописи XIII—XVIII веков отдела западноевропейского искусства Государственного Эрмитажа Н. И. Грицай, проводя детальный анализ картины, отмечала:

Передавая мраморную скульптуру средствами живописи, художник словно стремился ощутить в мёртвом камне биение жизни и увидеть живое человеческое тело, в чём, безусловно, следовал собственным теоретическим взглядам, высказанным им в сохранившемся лишь в отрывке трактате «О подражании статуям».
Картина выполнена около 1615 года, основной объём работы (сама статуя, архитектурное обрамление, путти) выполнен Рубенсом, а гирлянды плодов написал Франс Снейдерс, причем изначально авторство гирлянд приписывалось Яну Брейгелю «Бархатному» (Старшему). Однако в 1949 году Н. М. Гершензон-Чегодаева определила, что гирлянды были выполнены Снейдерсом, впоследствии эта точка зрения была подтверждена большинством исследователей.
Источниками архитектурного убранства послужили стенные ниши для статуй и обрамляющие их полуколонны в собственном доме Рубенса в Антверпене; фронтон над нишей, скорее всего, является вольной импровизацией. Изображение играющих путти связано с данью ренессансной традиции, восходящей к античности. Однако отчасти эта тема в творчестве Рубенса связана с заимствованием готовых образов в трактовке Франсуа Дюкенуа, фламандского художника, работавшего в Риме. Известно, что Рубенс писал Дюкенуа в 1640 году, чтобы поблагодарить его за присланные ему слепки путти из скульптурного надгробия Фердинанда ван дер Эйдема в церкви Санта-Мария-дель-Анима в Риме.
Картина была приобретена в 1768 году императрицей Екатериной II из собрания графа И. Ф. Кобенцля в Брюсселе и таким образом оказалась одной из первых работ в коллекции живописи Эрмитажа. Экспонируется в здании Нового Эрмитажа в зале 247.
Авторское повторение картины с незначительными изменениями находится в собрании Бейелер в Люцерне. Известен также предварительный набросок композиции, сделанный пером и сангиной, он хранится в Королевском музее изящных искусств в Антверпене.

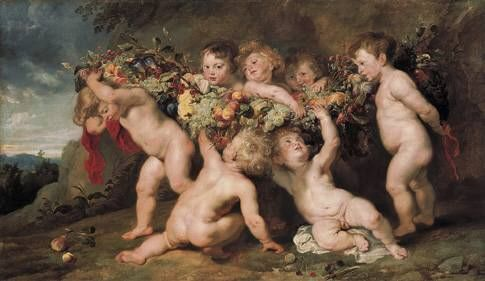
П. П. Рубенс, Ф. Снейдерс, Я. Вильденс. Фруктовая гирлянда. Ок. 1616. Холст, масло. Баварские государственные собрания картин, Мюнхен
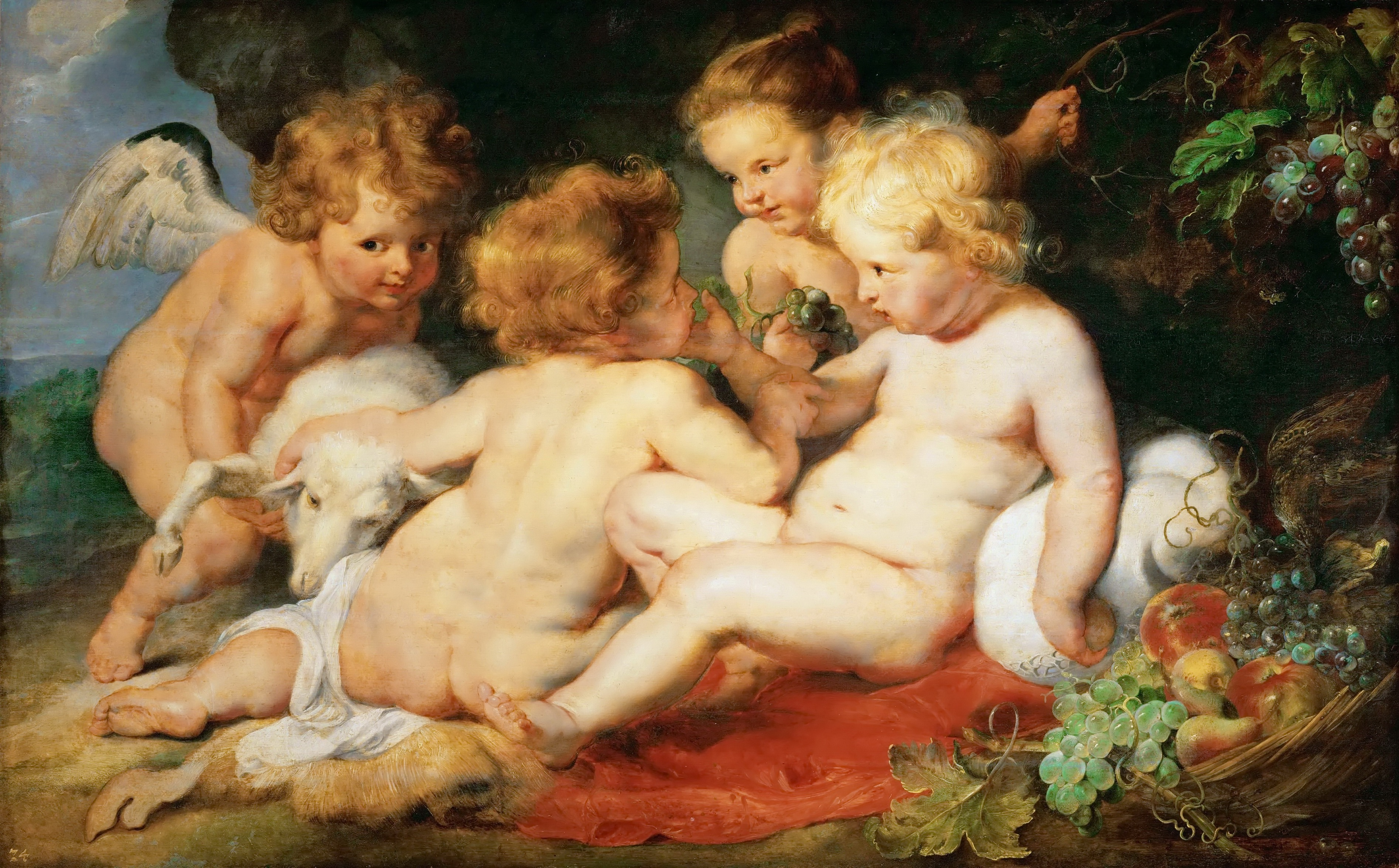
П. П. Рубенс и Ф. Снейдерс. Христос и Иоанн Креститель в детстве и два ангела. Между 1615 и 1620. Дерево, масло. Музей истории искусств, Вена
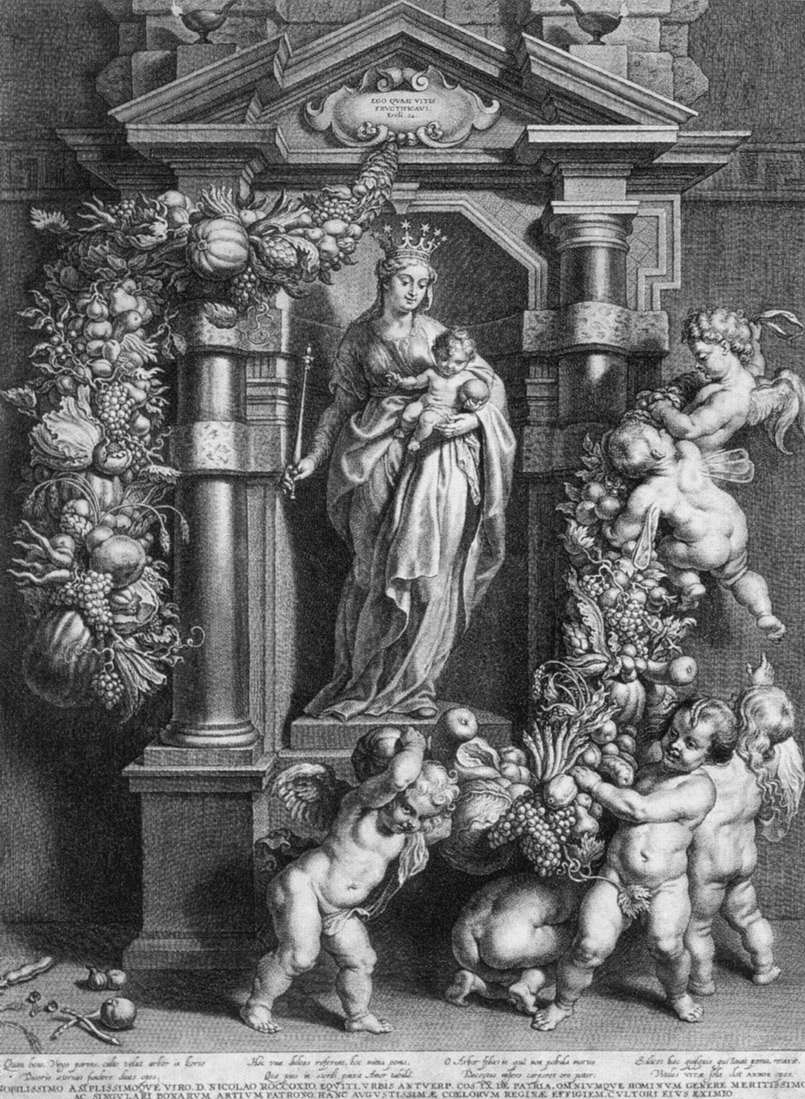
К. Галле. Мадонна с Mладенцем. Гравюра резцом на меди. 1-я пол. XVII в.
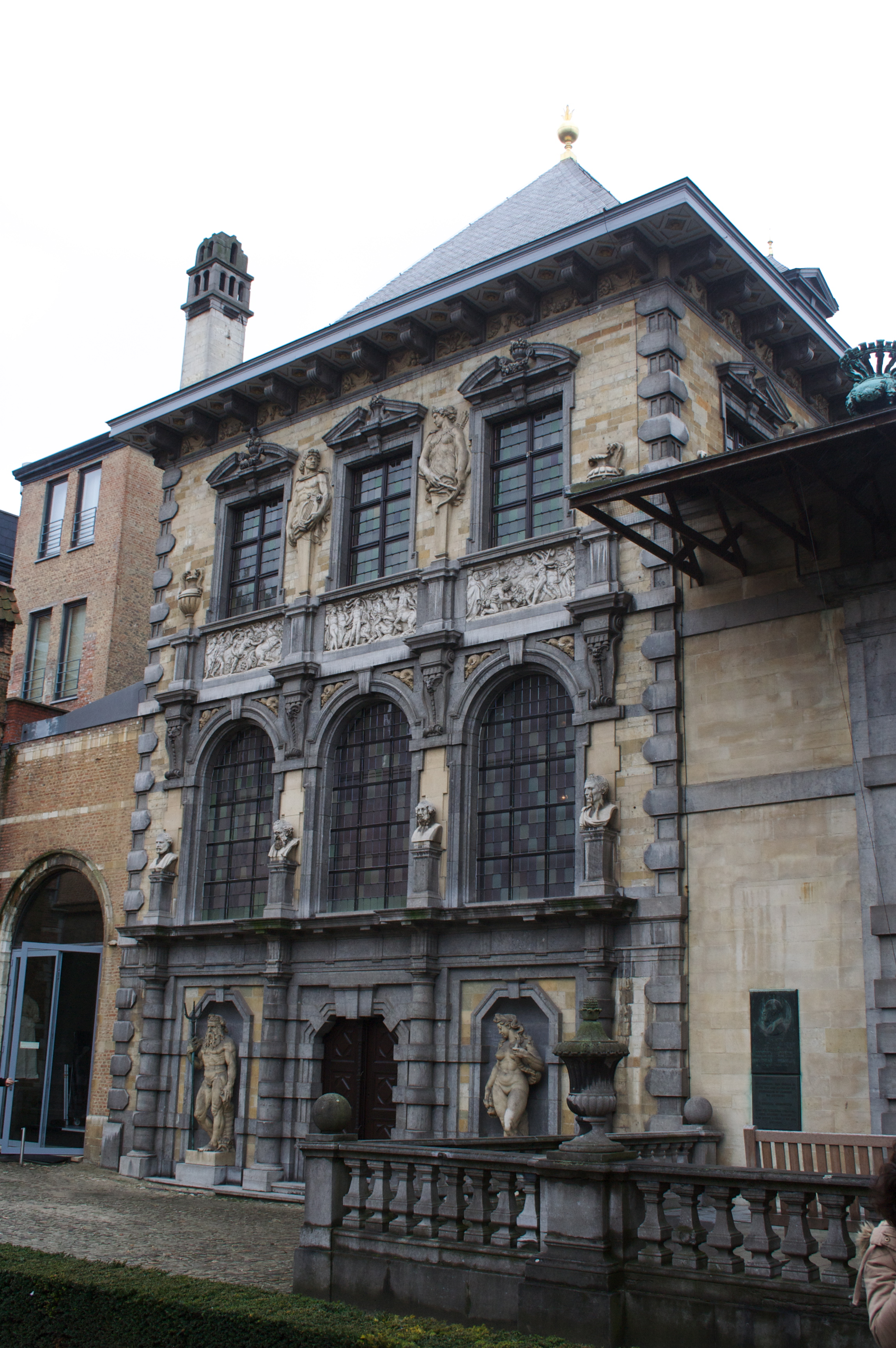
Статуи в стенных нишах первого этажа собственного дома Рубенса в Антверпене.
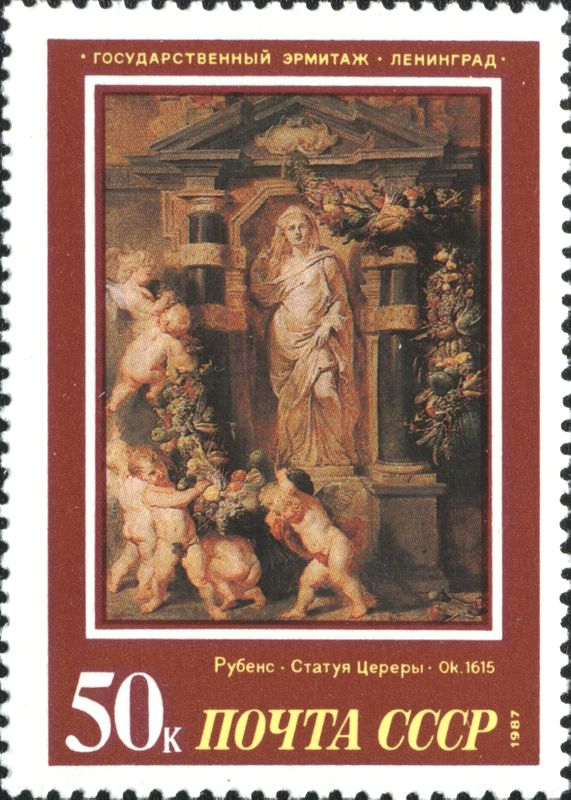
«Статуя Цереры» на почтовой марке СССР 1987 года.
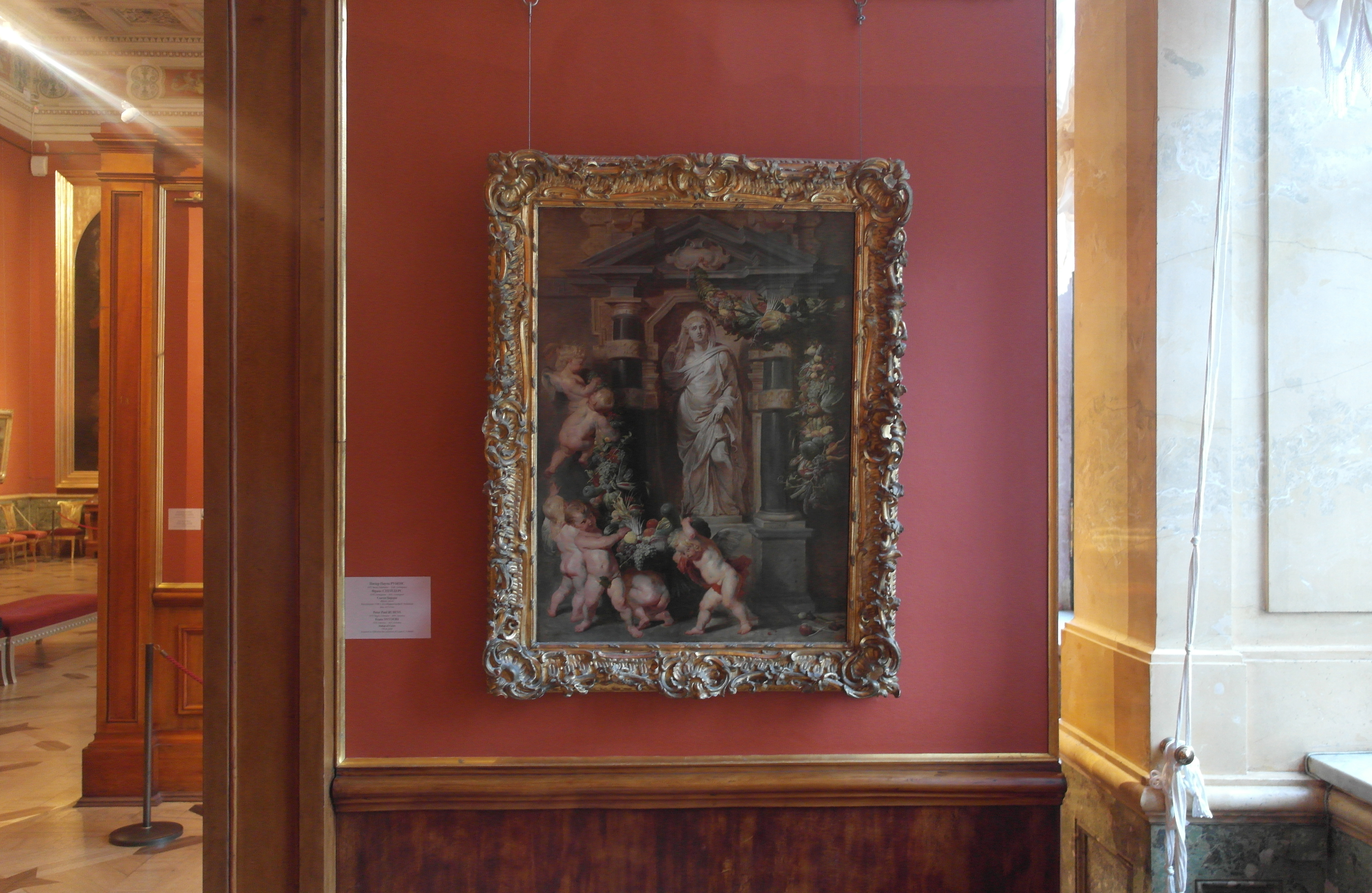
Картина в зале 247 Нового Эрмитажа